# Tino Paasche
Tino Paasche (ur. 29 sierpnia 1988 w Nauen) – niemiecki bobsleista, złoty medalista mistrzostw świata.

## Kariera
Największy sukces w karierze osiągnął w 2016 roku, kiedy wspólnie z kolegami i koleżankami z reprezentacji zwyciężył w rywalizacji drużynowej na mistrzostwach świata w Igls. Zdobył też między innymi złoty medal w dwójkach podczas rozgrywanych dwa lata wcześniej mistrzostw świata juniorów w Winterbergu. W zawodach Pucharu Świata zadebiutował 15 lutego 2015 roku w Soczi, zajmując jedenaste miejsce w czwórkach. Jak dotąd nie wystąpił na igrzyskach olimpijskich.